# Guzmania megastachya
Guzmania megastachya är en gräsväxtart som först beskrevs av John Gilbert Baker, och fick sitt nu gällande namn av Carl Christian Mez. Guzmania megastachya ingår i släktet Guzmania och familjen Bromeliaceae. Inga underarter finns listade i Catalogue of Life.